# Zodiaque
Zodiaque, The Rick Wakeman New Age Collection is een studioalbum van Rick Wakeman uit 1988. Het is na eerdere albums een album in de reeks New agemuziek die Wakeman uitbracht; het genre beviel hem kennelijk. Het album over de astrologische sterrenbeelden is opgenomen in januari 1988 in de Studio House in Wraysbury. Opvallend is dat Fernandez het initiatief had bij dit album.

## Musici
- Rick Wakeman – Korg toetsinstrumenten
- Tony Fernandez – elektronisch en akoestisch slagwerk

## Tracklist
Alle muziek is instrumentaal en gecomponeerd door Fernandez en Wakeman. Zodiaque staat voor dierenriem.

| Nr. | Titel       | Duur |
| --- | ----------- | ---- |
| 1.  | Sagittarius | 4:19 |
| 2.  | Capricorn   | 4:42 |
| 3.  | Gemini      | 2:51 |
| 4.  | Cancer      | 3:17 |
| 5.  | Pisces      | 4:43 |
| 6.  | Aquarius    | 3:52 |
| 7.  | Aries       | 5:22 |
| 8.  | Libra       | 3:57 |
| 9.  | Leo         | 3:15 |
| 10. | Virgo       | 3:48 |
| 11. | Taurus      | 4:14 |
| 12. | Scorpio     | 3:21 |